# Miracle Gliders
「Miracle Gliders」（ミラクル・グライダーズ）は、喜多村英梨の楽曲。大森祥子が作詞、河合英嗣が作曲を手掛けた。喜多村の5枚目のシングルとして2013年1月9日にスターチャイルドから発売された。

## 概要
前作「Destiny」から約2ヶ月ぶりのリリースとなる2013年1作目のシングル。表題曲「Miracle Gliders」は、PSP用ゲーム『水平線まで何マイル? -ORIGINAL FLIGHT-』のオープニングテーマに起用された。自身の楽曲がゲーム主題歌に起用されるのは2作連続。
販売形態は初回限定盤と通常盤の2種リリースで、前者には表題曲を収録したPVが収録されている。PVでは海で犬と散歩するシーン、紙飛行機を飛ばすシーン、バンド演奏をするシーンが設けられているが、このシーンのマイクはロケットを意識している。

## 収録曲
（全作曲・編曲：河合英嗣）
1. Miracle Gliders [4:33]
作詞：大森祥子
PSP用ゲーム『水平線まで何マイル? -ORIGINAL FLIGHT-』オープニングテーマ
バンドサウンドを前面に出したカジュアル調の曲。制作は香椎真澄のアフレコを終えてから行われたが、その際喜多村は「丸みのあった女子っぽい歌詞」を、「芯のあるような感じ」に変更したり、女性のキャラクターが沢山出てくるところを敢えて男女でも聴けるような作風にするよう依頼した。なお作詞は喜多村が思い描いたイメージを基にして書かれている[1]。
2. Over〜夜空の約束〜 [5:01]
作詞：山崎寛子、ストリングスアレンジ：菊谷知樹
PSP用ゲーム『水平線まで何マイル? -ORIGINAL FLIGHT-』エンディングテーマ
カジュアルバラード調の曲[1]。
3. Miracle Gliders -off vocal ver.-
4. Over〜夜空の約束〜 -off vocal ver.-

DVD（初回限定盤のみ）
1. Miracle Gliders（Music Clip）
2. TV spot